# لورا غوميز
لورا غوميز (بالإسبانية: Laura Gómez)‏ هي متزلجة كولومبية، ولدت في 17 يوليو 1990.

## وصلات خارجية
- لورا غوميز على موقع SpeedSkatingBase.eu (الإنجليزية)
- لورا غوميز على موقع SpeedSkatingNews.info (الإنجليزية)
- لورا غوميز على موقع SpeedSkatingStats.com (الإنجليزية)
- لورا غوميز على موقع أوليمبيديا (الإنجليزية)